# Louis Thomas Villaret de Joyeuse
Louis Thomas Villaret de Joyeuse, francoski admiral, * 29. maj 1747, Auch (Gaskonja), † 24. julij 1812, Benetke.

## Francosko kraljestvo
Rodil se je kot Thomas Villaret de Joyeuse v Auchu, središču Gaskonje. Izhajal je iz manj pomembne plemiške družine, kot tak se je prvotno pridružil kraljevim orožnikom (gendarmes du roi), vendar jih je moral že pri šestnajstih zaradi uboja sotovariša v dvoboju zapustiti. Nezmožen vstopiti na elitno mornariško šolo je leta 1768 kot prostovoljec vstopil v mornarico.
Leta 1773 je med ameriško vojno za neodvisnost služboval kot poročnik na Atalanti v Indijskem oceanu. Leta 1778 se je odlikoval pri obleganju Pondicherryja in si prislužil čin capitaine de brûlot. Zatem je služil pod Suffrenom, ki mu je dal po bitki pri Cuddaloreju poveljstvo nad fregato Bellone. Kasneje je bil premeščen na fregato Dauphine, nato pa postal prvi častnik na Suffrenovi linijski ladji Brilliant.
Leta 1782 je kot Suffrenov pomočnik dobil za nalogo pobegniti angleški floti in opozoriti dve linijski ladji in dve fregati, ki so v tem času blokirale Madras, na močno angleško floto. Z manjšo fregato Naïade se je po štirih dneh plovbe srečal z angleško linijsko ladjo HMS Sceptre, kateri je ubežal skozi plitvejše morje, kjer mu večja in težje oborožena ladja ni mogla slediti. V bližini Madrasa se je moral Villaret zoperstaviti angleški ladji ter ji po štirih urah boja priznati poraz. Kljub ujetju pa je Villaret opozoril ostale francoske ladje, ki so uspele ubežati. Leta 1783 je bil med izmenjavo ujetnikov izpuščen; v juliju istega leta je prejel Veliki križec reda sv. Ludvika, leto kasneje pa za svoje storitve napredoval v ladijskega poročnika (lieutenant de vaisseau). Po vojni je služil v pristanišču Lorient.

## Francoska republika

### Francoska revolucija
V nasprotju z večino mornariških častnikov v času francoske revolucije Villaret ni emigriral v tujino. Ob spremembi imena v Louis Thomas de Joyeuse je leta 1791 dobil poveljstvo nad fregato Prudente, s katero je uspel poslati vojsko na pomoč guvernerju Haitija tik pred izbruhom otoške revolucije. 14. marca 1792 je, ob še eni spremebi imena v Louis Thomas Villlaret-Joyeuse, prisegel Republiki. Povišan v kapetana je dobil poveljstvo nad linijsko ladjo Trajan, s katero je leto kasneje patruljiral ob Vendejski obali, da bi preperečil angleško pomoč upornikom med Vendejsko vstajo. Ob izbruhu upora na ladjah flote, ki ji je pripadel, je bil Villaret eden redkih častnikov, ki mu je uspelo ohraniti mir med ljudmi na krovu ladje. Vsled tega si je pridobil zaupanje Saint Andréja, ki ga je postavil za poveljnika te flote, istega leta je bil povišan v kontraadmirala. Skupaj sta reorganizirala in obnovila floto, ustanovila sta tudi pomorsko topniško šolo.

### Vojna prve koalicije
Poleti 1794 je plul s 23-imi linijskimi ladjami in 16-imi fregatami kot zaščita konvoju 117-ih ladij, ki so prevažale zrnje iz Združenih držav v Francijo. Za zavarovanje konvoja se je moral zoperstaviti britanski floti. V tako imenovani pomorski bitki slavnemu prvemu juniju (fr. Combat de Prairial oz. ang. Glorious First of June) mu je kljub porazu uspelo rešiti pet že predanih ladij, sam konvoj pa je brez posledic pristal ob francoski obali. Podprt s strani Saint Andréja je uspel ohraniti poveljstvo, za poraz pa okrivil vodenje več kapitanov ladij, ki niso uspel izvršiti svojih dolžnosti. Septembra je bil povišan v viceadmirala.
V decembru mu je Odbor za javno varnost odredil napasti britansko trgovsko mornarico (Croisière du Grand Hiver) kot odgovor na poletni slavni prvi junij. Čeprav je bilo med nalogo zajetih več trgovskih ladij v Biskajskem zalivu, pa je francosko ladjevje zaradi številnih neurij utrpelo hude izgube.
Junija 1795 je Villaret-Joyeuse odplul z devetimi ladjami proti otoku Belle Île, da bi razrešil manjši ekkadron. Med prvo bitko za Île de Groix je preganjal angleški eskadron, ki je blokiral otok, pri čemer pa mu ga ni spelo pritegniti v boj. Vetrovi so mu ob poskusu vrnitve v Brest to preprečili in ga prisilili pluti proti Lorientu. V njegovi neposredni bližini ga je odkrila flota angleškega admirala Alexandra Hooda. V času druge bitke za Île de Groix je več častnikov kršilo ukaze Villareta in odplulo proč, tri ladje so bile prepuščene Britancem.
Leta 1796 je Villaret-Joyeuse v znamenje protesta zaradi nestrinjanja z načrti Direktorata o invaziji na Irsko namesto kampanj v Indijskem oceanu podal odstopno izjavo.
Kot predstavnik Morbihana je bil leta 1797 izbran v Svet petstotih. Kot član Clichyjskega kluba je imel več govorov na temo kolonij, pri čemer se je izrekel proti osvoboditvi sužnjev. Lobiral je tudi v prid krepitve mornarice. Med  državnim udarom 18. fructidorja je bil aretiran in poslan na otok Île d'Oléron, kjer je prebil tri leta.

### Pod Napoleonom
Leta 1801 se je vrnil iz izgnanstva na svoj stari položaj. Napoleon mu je sprva hotel dati za nalogo pripraviti načrte za zavzetje Rta dobrega upanja, tedaj vstopne točke v Indijski ocean. Kasneje se je Napoleon odločil poskusiti ponovno pridobiti nadzor nad Haitijem. Decembra 1801 je Villaret-Joyeuse odplul z dvanajstimi ladjami flote, ki je prevažala vojsko generala Leclerca, iz Bresta. Konflikti, kdo bo poveljeval ladjam, so ga vodili k temu, da se je z večino flote vrnil v Francijo. 
Aprila 1802 je bil imenovan za poveljnika otokov Martiniquea in Svete Lucije. S prevzemom funkcije v septembru se je spopadel z grožnjami uporov sužnjev, rumeno mrzlico in britansko invazijo. Sodeloval je z admiraloma de Missiessyjem in Villeneuveom, ki sta v Karibe priplula leta 1805. Januarja 1809 je britanska vojaška odprava zasedla Martinique in začela z obleganjem trdnjave Fort-de-France. Mesec dni trajajoče obleganje se je ob prispelem težkem topništvu končalo z njeno predajo. Ob vrnitvi Villareta v Francijo ga je dal Napoleon zaradi prehitre zasedbe otoka obsoditi na vojaškem sodišču. Sprva spoznan za krivega se je Villaret pritožil nad to odločitvijo, za katero se mu je Napoleon leta 1811 tudi opravičil. Ob pripravah na rusko invazijo je Villareta imenoval za guvernerja Benetk v Italijanskem kraljestvu, kjer se je predvsem posvetil pomorskim zadevam. Ta položaj je ohranil vse do 24. julija 1812, ko je umrl za posledicami edema.
Njegovo ime je vgravirano na Slavoloku zmage v Parizu.